# Cadena protó-protó

La cadena protó-protó domina en estrelles de la mida del Sol o més petites.

La cadena protó-protó és una de les dues reaccions de fusió que es produeixen en les estrelles per a convertir l'hidrogen en heli, l'altre procés conegut és el cicle CNO. Les cadenes protó-protó són més importants en estrelles de la grandària del Sol o menors. El balanç global del procés és l'equivalent d'unir quatre protons i dos electrons per a formar un nucli d'heli-4 (2 protons + 2 neutrons).
Per a vèncer la repulsió electromagnètica entre dos nuclis d'hidrogen calen grans quantitats d'energia. A les temperatures estel·lars d'entre deu i vint milions de kèlvins, el temps mitjà de la reacció és de prop de 10⁹ anys. Temps molt perllongat però més que prou per a sostenir al Sol donada la ingent quantitat d'hidrogen contingut en el nucli del Sol i les enormes quantitats d'energia que, fins i tot aquest baix ritme de reaccions, aporta. Si el temps mitjà de reacció fos bastant més ràpid el Sol hauria esgotat ja el seu hidrogen. Ritmes de reacció massa veloços farien impossible l'estabilitat hidrodinàmica en les estrelles consumint-les en explosions gairebé instantànies després de la seva formació.
En general, la fusió protó-protó ocorre solament si la temperatura (i.e. energia cinètica) dels protons és prou alta com perquè puguin vèncer les forces coulombianes de repulsió mútua. La teoria que els protons són el principi bàsic a partir del qual les estrelles generen la seva energia es remunta als anys 20 quan Arthur Eddington realitza els seus primers mesuraments. En aquests anys les temperatures del Sol es consideraven massa baixes perquè les partícules penetressin la barrera culombiana. Amb el desenvolupament de la mecànica quàntica es va descobrir l'efecte túnel i les implicacions que aquest tenia a l'hora de facilitar la fusió a temperatures teòricament impossibles.

## Reaccions de les cadenes pp

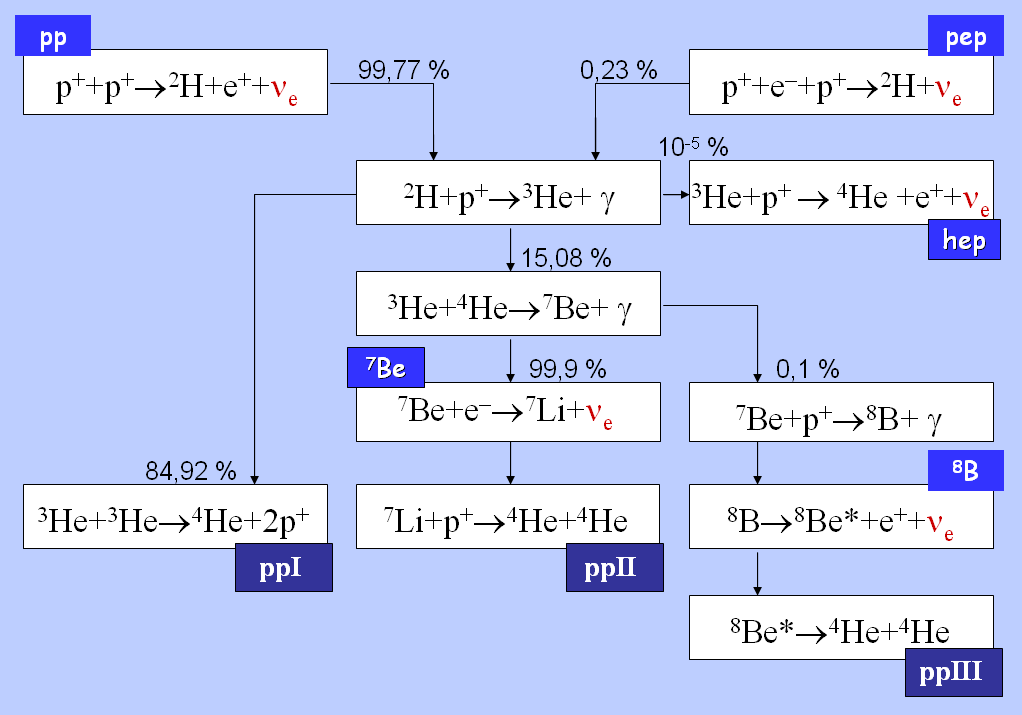
Generació de neutrins solars en les cadenes protó-protó.

El primer pas condueix a la fusió de dos nuclis d'hidrogen ¹H (protons) a deuteri ²H, alliberant un positró i un neutrí al transformar un protó en un neutró.
¹H + ¹H → ²H + e+ + νe (τ ~ 7·10⁹ anys) ← Temps limitant
els neutrins alliberats en aquesta reacció porten energies per sobre dels 0,42 MeV.
Aquest primer pas és molt lent perquè depèn de la interacció feble per a convertir un protó en un neutró. De fet és el pas més lent de totes les cadenes pp pel que rep el nom reacció limitant, ja que és el que dicta el ritme de tota la cadena protó-protó.

El positró resultant d'aquesta reacció s'aniquila immediatament amb un electró i la seva massa es converteix en energia alliberada a través de dos fotons gamma.
e+ + e− → 2γ + 1.02 MeV

Després d'aquesta reacció el deuteri produït en el primer pas es pot fusionar amb un altre hidrogen per a produir un isòtop lleuger d'heli ³He: 
²H + ¹H → ³He + γ + 5.49 MeV (τ ~ 1,4 segons)
A partir d'aquest punt la reacció se subdivideix en tres branques diferents que desemboquen totes en la generació d'un nucli 4He. En la pp1 l'heli-4 es produeix per la fusió de dos nuclis d'heli-3; les altres dues branques, pp2 i pp3 requereixen l'heli-4 prèviament produït en la pp1, ambdues cadenes sorgeixen dels dos camins que el beril·li-7 pot prendre.
En el Sol, la cadena pp1 es dona amb una freqüència del 91%, la pp2 amb el 9% i la pp3 és la més infreqüent amb un 0,1% d'ocurrència.

### La cadena pp I
³He +³He → 4He + ¹H + ¹H + 12.86 MeV (τ ~ 2,4·10⁵ anys)
L'energia de la cadena de reaccions ppI al complet llença un balanç de 26,7 MeV nets.
La cadena pp I és dominant a temperatures de 10 a 14 megakelvins (MK).
Per sota de 10 MK, la cadena PP1 no produeix molt 4He.

### La cadena pp II
|  | ³He + 4He | → | 7Be + γ   |
|  | 7Be + e−  | → | 7Li + νe  |
|  | 7Li + ¹H  | → | 4He + 4He |

La cadena pp II és dominant a temperatures de 14 a 23 MK.
El 90% dels neutrins produïts en la reacció (e−,νe)7Li* tenen una energia de 0.861 MeV, mentre que un 10% sortiran amb 0.383 MeV (depenent de si el liti-7 està en estat excitat o no).

### La cadena pp III
|  | ³He + 4He | → | 7Be + γ       |
|  | 7Be + ¹H  | → | 8B + γ        |
|  | 8B        | → | 8Be + e+ + νe |
|  | 8Be       | ↔ | 4He + 4He     |

### La cadena pp IV o Hep
Hep significa (heli-protó) 
En aquest cas l'heli-3 reacciona directament amb un protó per a donar heli-4 
³He + ¹H → 4He + νe + e+

## La reacció pep
pep significa (protó-electró-protó) 
Aquesta reacció és molt rara, ja que en es tracta d'una col·lisió de tres partícules simultàniament la qual cosa és, lògicament, molt més improbable. La reacció pep pot tenir lloc en comptes de la reacció pp: 
¹H + e− + ¹H → ²H + νe
En el Sol, la freqüència de la reacció pep en comparació de la pp és d'1:400 (una vegada de cada 400 reaccions). A pesar d'això els neutrins alliberats són més energètics: mentre els neutrins del primer pas de les cadenes pp tenen 0.42 MeV, els neutrins procedents de la reacció pep produeixen 1.44 MeV.